# Kazimierz Kopczyński
Kazimierz Kopczyński (ur. 4 marca 1908 w Nowym Sączu, zm. 1992) – polski artysta malarz, współzałożyciel grupy artystycznej Beskid, nauczyciel.

## Życiorys

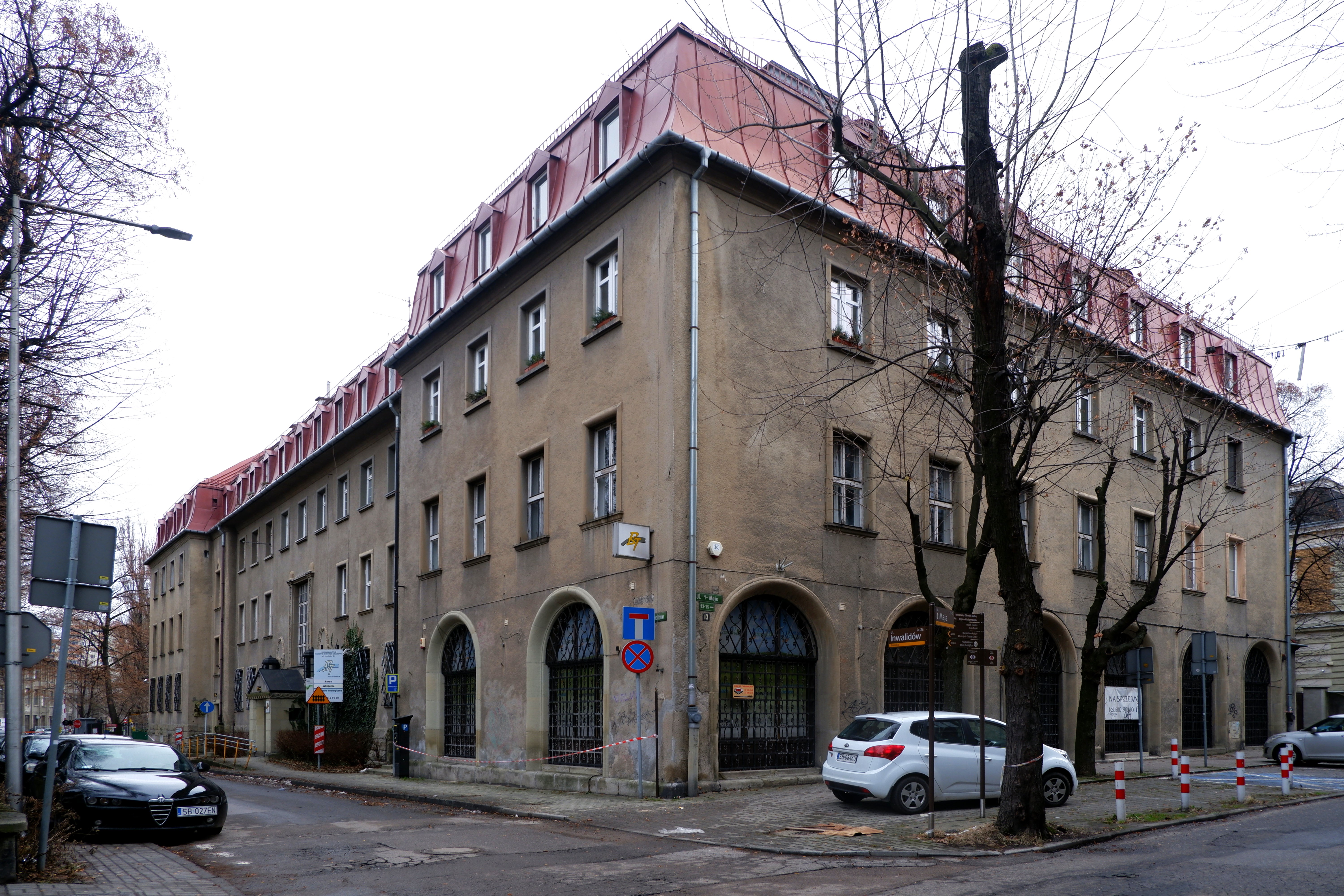
Budynek w Bielsku-Białej, w którym Kopczyński żył i tworzył w latach 1945–1992

Urodził się 4 marca 1908 w Nowym Sączu, jego ojciec był muzykiem i nauczycielem, pełnił funkcję dyrektora Szkoły Handlowej w Nowym Sączu. Kopczyński ukończył gimnazjum klasyczne a następnie idąc w ślady ojca Państwowe Pedagogium w Krakowie, gdzie w trakcie studiów uczęszczał do pracowni Henryka Polichta. Duży wpływ na jego malarstwo miała też Bronisława Rychter-Janowska, która odwiedzała rodzinę Kopczyńskich w Nowym Sączu. Kopczyński przyjaźnił się też z pejzażystą Kazimierzem Szeligiewiczem.
Jego prace zostały zaprezentowane po raz pierwszy W 1936 w Sosnowcu, na zbiorowej wystawie zorganizowanej przez Salon Sztuki Alfreda Wawrzeckiego w Krakowie z inicjatywy jego promotora Władysława Mazura.
W czasie wojny obronnej w 1939 został zmobilizowany w stopniu podporucznika i przebył cały szlak bojowy 204 Pułku Piechoty. Został wzięty do niewoli w okolicy Tomaszowa Lubelskiego i tymczasowo osadzony w obozie w Bochni. Następnie był przetrzymywany w obozach XI B Braunschweig, XII A Hadamar i VII A Murnau na terenie III Rzeszy. W obozach organizował koncerty i grał na skrzypcach w orkiestrze, kształcił też swoje zdolności malarskie i rysunkowe pod okiem innego jeńca Maksymiliana Feuerringa. Po wyzwoleniu obozu przez armię amerykańską powrócił do Polski i osiedlił się w Bielsku, gdzie wstąpił, jako jeden z pierwszych członków, do Polskiego Związku Plastyków, w którym przez 40 lat działał w zarządzie lub na stanowisku prezesa. Od 1960 regularnie wyjeżdżał na wakacyjne plenery do Nowego Sącza i tam powstało wiele jego prac. Był współzałożycielem Grupy Beskid.
Z pierwszą żoną Zofią miał dwójkę dzieci, Danutę i Tomasza, po jej śmierci związał się z Jadwigą, także malarką.
14 października 1993 przy ulicy Inwalidów 2b w Bielsku-Białej gdzie mieszkał i tworzył odsłonięto poświęconą mu tablicę pamiątkową projektu Jana Hermy.

## Nagrody i odznaczenia
- Nagroda Rady Artystycznej Wojewódzkiej Rady Narodowej w Katowicach (1949)[2]
- nagroda na VI Ogólnopolskiej Wystawie Malarstwa Bielska Jesień[3] (1968)
- Odznaka Zasłużony Działacz Kultury (1970)
- Indywidualna nagroda wojewódzka za całokształt osiągnięć artystycznych (1978)[3]
- Sztaluga J. Fałata (1979)[3]
- Honorowe członkostwo Towarzystwa Przyjaciół Sztuk Pięknych w Nowym Sączu (1980)[2]
- Odznaka "Za Zasługi dla Województwa Bielskiego" (1980)[2]
- Srebrna paleta i srebrny medal na Ogólnopolskiej Wystawie Bielska Jesień (1980)
- Złota odznaka Związku Polskich Artystów Plastyków (1980)
- Medal Za udział w wojnie obronnej 1939 (1982)[2]
- Medal Zwycięstwa i Wolności 1945 (1983)[2]
- Nagroda im. Gustawa Morcinka (1983)[3]
- Wpis do Honorowej księgi czynów na rzecz odnowy Krakowa za społeczne zaangażowanie i pomoc w ochronie zabytków kulturowych (1983)[2]
- Nagroda Ministra Kultury i Sztuki (1984)
- Krzyż Kawalerski Orderu Odrodzenia Polski (1985)
- Jubileuszowa nagroda okręgu ZPAP w Katowicach oraz nagroda Towarzystwa Miłośników Ziemi Bielsko-Bialskiej za całokształt twórczości w okresie XXV-lecia PRL[3]
- Nagrody na wystawach okręgowych w Bielsku-Białej (1948, 1976, 1978)[2]